# Cola (песня)
«Cola» — песня американской певицы и композитора Ланы Дель Рей, записанная для мини-альбома Paradise и вошедшая на переиздание второго студийного альбома певицы Born to Die, которое называется Born to Die: The Paradise Edition. Песня была официально выпущена 9 ноября 2012 года. Впервые песня прозвучала в трейлере к мини-альбому «Paradise». Лирика песни была спорной, и средства массовой информации уделили ей большое внимание.

## История создания
Сингл «Cola» был написан Ланой Дель Рей и Риком Ноуэлсом, текст и мелодия были написаны Ланой. Когда Лане задали вопрос о происхождении песни, она объяснила: "Мой бойфренд (Барри Джейм О’Нил — бойфренд Ланы до лета 2014 года) шотландец, он считает, что американские девушки очень экзотичны. Он как-то мне сказал: «Американские девушки ходят с таким видом, как будто у них киска на вкус как „Pepsi Cola“, а спать ложатся, завернувшись в американский флаг». «Он считает нас очень патриотичными» — прокомментировала Лана. Сингл был спродюсирован Риком Ноуэлсом и подготовлен к постпродакшну продюсерской группой DK. Сингл состоит из звучания драм-машин, микшированием сингла занялась Кайрон Мензис. Наконец, работа над синглом была закончена Джоном Дэйвисом в Metropolis Mastering в Лондоне. Песня была на одном этапе, подпадающего под названием Pussy в соответствии с регистрацией в Американском Обществе Композиторов, авторов и издателей (ASCAP) и Harry Fox Agency. Сингл получил в целом положительные отзывы как критиков, так и поклонников певицы.

## Чартография
| Чарт (2012)                          | Высочайшая позиция |
| ------------------------------------ | ------------------ |
| Франция (SNEP)                       | 71                 |
| Ireland (Irish Singles Chart)        | 99                 |
| UK Singles (Official Charts Company) | 120                |
| US Hot Rock Songs (Billboard)        | 22                 |